# Allophylus pseudopaniculatus
Allophylus pseudopaniculatus là một loài thực vật có hoa trong họ Bồ hòn. Loài này được Baker f. mô tả khoa học đầu tiên năm 1905.